# Ludność Zgorzelca

## LudnośćZgorzelca
- 1946 – 5261 (spis powszechny)
- 1950 – 13 562 (spis powszechny)
- 1955 – 8851
- 1960 – 16 037 (spis powszechny)
- 1961 – 17 200
- 1962 – 18 500
- 1963 – 20 300
- 1964 – 22 200
- 1965 – 24 221
- 1966 – 25 700
- 1967 – 26 100
- 1968 – 26 700
- 1969 – 27 100
- 1970 – 28 555 (spis powszechny)
- 1971 – 28 800
- 1972 – 29 200
- 1973 – 29 700
- 1974 – 29 883
- 1975 – 30 431
- 1976 – 31 100
- 1977 – 32 000
- 1978 – 32 100 (spis powszechny)
- 1979 – 32 800
- 1980 – 33 267
- 1981 – 33 768
- 1982 – 34 240
- 1983 – 34 215
- 1984 – 34 600
- 1985 – 35 078
- 1986 – 35 238
- 1987 – 35 881
- 1988 – 35 824 (spis powszechny)
- 1989 – 35 881
- 1990 – 36 103
- 1991 – 36 473
- 1992 – 36 500
- 1993 – 36 579
- 1994 – 36 766
- 1995 – 36 760
- 1996 – 36 665
- 1997 – 36 597
- 1998 – 36 341
- 1999 – 35 937
- 2000 – 35 690
- 2001 – 35 473
- 2002 – 33 706 (spis powszechny)
- 2003 – 33 494

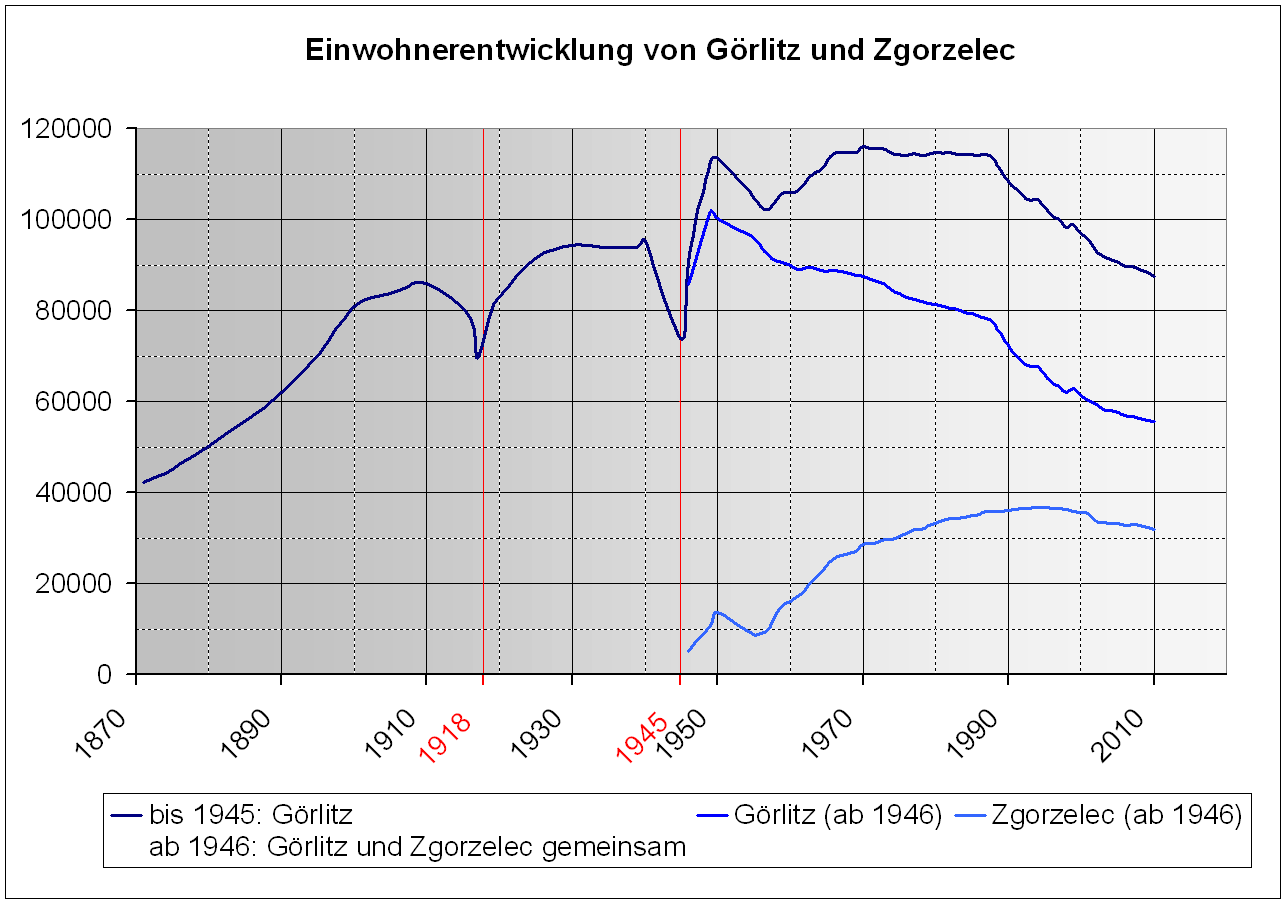
Ludność Görlitz w latach 1870–2010 (od 1945: dla Görlitz i Zgorzelca)

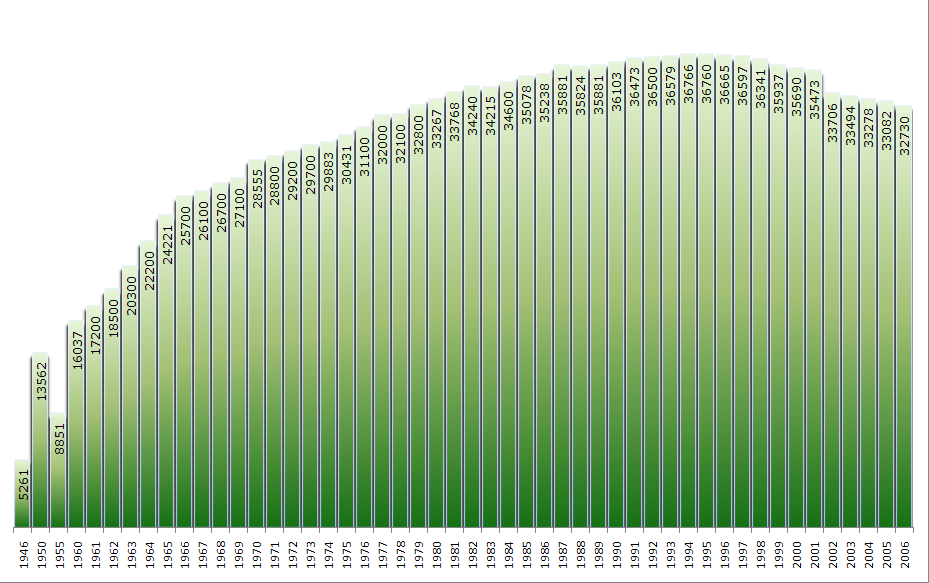
Ludność Zgorzelca w latach 1946–2006

- 2004 – 33 278 (1 maja 2004 – Wejście Polski do UE)
- 2005 – 33 082
- 2006 – 32 730
  - urodziło się 251
  - zmarło 370
  - zameldowało się na pobyt stały 409
  - wymeldowało się 766
  - Saldo migracji – 409[1]
- 2007, 31 grudnia – 32 944[2] (21 grudnia 2007 – wejście Polski do układu z Schengen)
- 2008, 31 grudnia – 32 625[2] (32177)[3]
- 2009, 31 marca – 32 487[2]
- 2010, 30 czerwca – 31 684[4]
- 2010, 31 grudnia – 31 965[2]
- 2011, 31 marca – 32 525[5]
- 2019 (31 lipca) – 30 231[6] (wiele osób przeprowadziło się na tereny przyległej gminy wiejskiej Zgorzelec dlatego w tym czasie odnotowano tam wzrost liczby ludności)

## Powierzchnia Zgorzelca
- 1995 – 15,86 km²
- 2006 – 15,88 km²